# Bune
Bune – w tradycji okultystycznej, dwudziesty szósty duch Goecji. Znany jest również pod imionami Buné, Bun, Bim, Bime i Bimé. By go przywołać i podporządkować, potrzebna jest jego pieczęć, która według Goecji powinna być zrobiona z  miedzi.
Jest on silnym, wielkim i potężnym księciem piekła. Rozporządza 30 legionami duchów zwanych bunisami.
Obdarza ludzi bogactwem, mądrością i elokwencją. Na żądanie dostarcza prawdziwych odpowiedzi. Zawsze wysławia się dostojnie i stosownie do sytuacji, jednakże porozumiewa się za pomocą znaków. Często przebywa na cmentarzach. Potrafi przenosić zwłoki i gromadzi duchy na nagrobkach. 
Ukazuje się pod postacią smoka z trzema głowami, z których jedna przypomina głowę psa, druga gryfa, a trzecia człowieka.